# 鈴木杏里
鈴木 杏里（すずき あんり、1985年12月11日 - ）は、日本のAV女優。東京都出身でイオンプロモーション所属。

## 略歴
AVデビュー前はグラビアアイドルとして着エロ路線で活動した。2005年に『新星』でMOODYZよりAVデビューした。
2008年2月29日を最後に、C.I.Pリニューアルに伴う諸事情により、C.I.Pブログは消失した。3月19日　本業活動のほか、自身の小説家として、デビューを果たした。3月31日、鈴木杏里公式ブログが「ブログ復活!」をもって復活。6月21日、浅草ロック座にてストリップデビュー。『週刊プレイボーイ』2008年7月14日号にインタビューが掲載された。
2009年10月17日　鈴木杏里公式ブログを、『ブログのカテゴリーが希望通りになるまでしばらく更新をしない予定でいます。』と書き込みストライキを行った。同年12月20日　公式ブログとは別に新しいブログをスタート。

## 香港の文匯報による捏造報道問題
2010年6月5日、香港の文匯報によると、大学で歴史を学んだ彼女は「日本の中国侵略」を卒業論文のテーマとし、「彼女は日本の中国侵略を正視することのできる人だ」と報道した。また同記事で彼女は日常生活においても中国人留学生とベッドをともにすることが多々あり、それは「一種の贖罪の気持ちで、そうすることで日本が中国を侵略したことに対して心の償いができる」とし「はっきり言うと、日本人よりも中国人留学生の方が優しく、私のことを気持ち良くしてくれる」とも語ったとされる報道がなされ、日本にはサーチナを経由してインターネット上に広がった。2日後の6月7日に本人がTwitter上で最終学歴は高卒である旨を記し、またブログ上でも「大学に行っていない」「中国人留学生の知り合いもいない」と述べ、報道内容を否定している。

## 出演作品

### アダルトビデオ
2005年
- 新星（12月1日、MOODYZ）

2006年
- 超絶品ボディ（1月1日、MOODYZ）
- ハイパーデジタルモザイクVol.15（2月1日、MOODYZ）
- グラビアクイーンの接吻、フェラチオ、セックス（3月1日、MOODYZ）
- 誘惑セクシーFUCK（4月1日、MOODYZ）
- 最高のオナニーのために（5月1日、MOODYZ）
- オフィス痴女（6月1日、MOODYZ）
- パンストの匂い（7月1日、MOODYZ）
- エロスの地獄（8月1日、MOODYZ）
- ハイパーデジタルモザイク Vol．038 Special（9月1日、MOODYZ）
- Sex On The Beach 14（10月1日、MOODYZ）
- 女教師 レイプ 輪姦（11月1日、MOODYZ）
- SEX革命Vol.14（12月1日、MOODYZ）

2007年
- プッシークイーン（1月13日、MOODYZ）
- エロスの地獄 ～完結編・秘密の裁き～（2月1日、MOODYZ）
- ドリームアイドル18（2月13日、MOODYZ）
- 真性中出し（3月13日、MOODYZ）
- 真性中出しSPECIAL（4月13日、MOODYZ）
- 拷問くらぶ（5月13日、MOODYZ）
- 悶絶アクメ無制限潮吹き（7月25日、ダスッ!）
- 美人女医鈴木杏里20連発中出し!（8月25日、ダスッ!）
- 100連発で中に出す!（9月25日、ダスッ!）
- 少年愛（11月22日、SODクリエイト）
- アナル奴隷浣腸噴射!（11月25日、ダスッ!）
- チンチンが3cm大きくなるDVD 気持ちいいオナニーで大きくなれる(秘）トレーニング指南（12月1日、SODクリエイト） ※AVグランプリ2008 グランプリステージ エントリー作品
- 性奴 女教師（12月19日、ドグマ）

2008年
- 東京モータークイーン 2（4月15日、イマージュ）
- 7.5周年記念作品 NO.1美女軍団 銀行強盗事件 中出し20連発（5月8日、アイエナジー）
- WILD BODY FETISH Ver.1.0（5月15日、イマージュ）
- 会員制高級ソープ 二輪車限定 巨乳ギャル専門店 2（5月16日、GLAY'z）
- 丸の内美人女子社員生中出し 2（5月30日、TMA）オムニバス作品
- イクときはイングー!!（6月19日、乱丸）
- 低身長仲良しサディストパイパン姉妹と高身長マゾお姉さん（7月19日、アンナと花子）
- 全裸美術館～世界で最も見たくなる美しき全裸～（8月21日、SODクリエイト）
- 監禁人妻(秘）劇場 調教の果てに(10月3日、竹書房）
- 巨大ヒロイン　トランサーアリス(10月10日、ギガ）
- サイボーグヒロイン 機械戦士マシンジャー(10月24日、ギガ）
- 同性愛発情ナース、美人ドクター院内監禁アクメ調教レズ開発（11月19日、アンナと花子）
- ケガDOLLS（11月22日、NIRVANA）
- 巨大ヒロイン凌辱 闘美神アフロディータ（11月22日、ギガ）
- エロコスBODY 真正中出しフルコース（11月29日、モブスターズ）
- 女教師美脚スパルタ指導（12月5日、フリーダム）
- 女教師校内強制ペニバン責め（12月5日、フリーダム）
- 美脚金蹴り 女教師に蹴られて悶絶する男達（12月5日、フリーダム）

2009年
- 魔女戦士ダークジャンヌ（1月9日、ギガ）
- 極上おしゃぶり学園2 Immoral Teacher（2月1日、MOODYZ）
- 電気按摩地獄（2月5日、フリーダム）
- 貞操帯の女8（2月7日、アタッカーズ）
- kira☆kiraフェラチオ学園祭-女教師編 Vol.1-（2月19日、kira☆kira）
- ギャルメン♂♀スクールパラダイス（4月4日、SODクリエイト）
- 美少女の足裏 11（4月5日、フリーダム）
- 触手アクメ 6（4月18日、SODクリエイト）
- 美人秘書 奪われた微笑み（5月7日、アタッカーズ）
- 「女の口は嘘をつく。」 雌女ANTHOLOGY ＃070（6月5日、アウダースジャパン）
- 誘惑競泳インストラクター（8月1日、MOODYZ）

2010年
- 童貞修学旅行生（5月1日、SODクリエイト）
- MOODYZファン感謝祭　バコバコバスツアー2010 おかげさまで!! 10周年!大感謝スペシャル!!（9月13日・MOODYZ）

2011年
- 美脚伝説（1月20日、SODクリエイト）

### オリジナルビデオ
- アダルトビデオができるまで（2008年）
- AI高感度センサー搭載 メイドロイド（2009年3月6日、ティーエムシー）

### 成人映画
- 人妻隷奴 背徳のフィギュア（2007年11月21日、ビーエムドットスリー）

### 写真展
- Kikuna Mishima Solo Show「不幸な花嫁」（2013年4月12日-5月4日開催、写真：美島菊名）

### 小説
- めざめたら、非合理美人。（2008年3月19日、ソニー・デジタルエンタテインメント　プチぶん）
- ハーフサイコ（2009年5月22日、ソニー・デジタルエンタテインメント　全力書店）
- テイクアウト（2010年3月10日、ソニー・デジタルエンタテインメント　全力書店・ヒトコト）
- 幻影チェリー（2011年4月8日、ソニー・デジタルエンタテインメント　全力書店・ヒトコト）
- キャットシティへようこそ（2012年9月6日、ソニー・デジタルエンタテインメント　ヒトコト）

## テレビ
- エロパラNight　（GyaOジョッキー2007年10月30日放送分）
- おとなのびっくりクリニック (2008年11月、日本海テレビ)　ゲスト
- 桃のふくらみ（MONDO TV）
- 旅チャンネル「美女と湯けむり」（2009年1月）